# Годой, Мануэль
Мануэ́ль Годо́й, маркиз А́льварес де Фа́риа, герцог Альку́дия (исп. Manuel Godoy y Álvarez de Faria Sánchez Ríos Zarzosa; 12 мая 1767, Бадахос — 7 октября 1851, Париж) — испанский государственный деятель, фаворит королевы Марии Луизы и её мужа Карла IV. Имел множество титулов: маркиз (1792 год), герцог де Алькудиа (1792 год), князь де ла Пас («князь мира», по заключении Базельского мирного договора), гранд 1-го класса (1795 год), генералиссимус сухопутных и морских сил (1 октября 1801 года). В 1792—1798 годах — первый министр королевства. Фактически управлял Испанией с 1792 по 1808 годы, за исключением периода 1798—1801 годов.

## Биография
Происходил из бедного дворянского рода, с 1784 года служил в гвардии. В 1785 году своей красивой внешностью обратил на себя внимание супруги инфанта Марии Луизы. Вскоре стал её любовником и одновременно смог стать другом её мужа, который в 1788 году вступил на престол под именем Карла IV. Этим самым приобрёл большое влияние на королевскую чету и дела государства и сделал блестящую карьеру.
В 1791 году стал генерал-адъютантом лейб-гвардии. 15 ноября 1792 года, после падения кабинета Аранды, возглавил испанское правительство. Иностранные наблюдатели сравнивали неограниченное влияние красавца Годоя с фавором его одногодки Платона Зубова в России. В отличие от русского, испанский временщик не был лишён талантов государственного деятеля. Он приложил огромные усилия, чтобы спасти от смерти французскую королевскую семью.
С началом Революционных войн Россия, Англия и Австрия потребовали от Испании вступления в коалицию против Франции. Годой пытался лавировать между членами коалиции и Францией, чем вызвал раздражение обеих сторон. После казни Людовика XVI 7 марта 1793 года Франция объявила войну Испании. Неудачи в войне и боязнь своего собственного союзника — Англии — заставили Годоя искать мира с Францией. Результатом явился заключенный в июле 1795 года Базельский мирный договор, по которому Испания уступила французам Санто-Доминго. За договор Годой получил титул «князь мира» (príncipe de la Paz).
С 1795 года проводил политику союза с Францией и 27 июля  1796 года заключил военный союз с Францией, чем вызвал разорительную войну Испании с Великобританией. Война нарушила сообщение с испанскими колониями в Америке и нанесла огромный урон экономике страны. Тем не менее сам Годой к 1797 году стал одним из богатейших людей Испании, общая стоимость его имущества превышала годовой бюджет страны.
Одновременно Годой, обеспокоенный усиливавшимся влиянием Франции, пытался сблизиться с Россией. Павел I, вследствие проникновения Франции на Балканы в ущерб русским интересам, а также опасаясь чрезмерного усиления Франции в Центральной Европе, попытался создать новую коалицию против Франции с участием Англии, Австрии и Пруссии, в то же время сам занимая в ней колеблющееся положение. Павел I сделал попытку вовлечь Испанию в коалицию, но не доверяя искренности Годоя и не получив от него определённого ответа, разорвал дипломатические отношения с Испанией за «пристрастие» к Франции в 1799 году.
Однако к этому моменту Годоя в правительстве уже не было. В мае 1798 года под нажимом дворцовой камарильи, использовавшей всенародную ненависть к Годою, последний вышел в отставку.
Годой вновь занял главенствующее положение в правительстве и при дворе в начале 1801 года. В это время Наполеон подкупом и заманчивыми обещаниями склонил Годоя на заключение 21 марта 1801 года Аранхуэсского договора, по которому Испания за создание марионеточного королевства Этрурия во главе с зятем Карла IV отказалась от претензий на Луизиану и объявила войну Португалии.
Годой был назначен главнокомандующим испанскими войсками и во главе 60-тысячной армии 20 мая 1801 года выступил в поход проведя успешную кампанию в Португалии (так называемая апельсиновая война), которая закончилась Бадахосским мирным договором.
В 1802 году с Великобританией был заключен Амьенский мир, который после недолго перерыва был расторгнут, и после начала англо-французского конфликта Испания оказалась втянутой в новую войну с Великобританией, несмотря на попытки Годоя остаться в стороне от конфликта. В 1803 году, после расторжения Амьенского мира, Наполеон потребовал от Годоя помощи против Англии. Попытка Годоя сохранить нейтралитет была нежелательна как для Франции, так и для Англии, стремившейся в качестве друга или врага овладеть Пиренеями как плацдармом на Европейском континенте против Франции.
Под нажимом Наполеона 4 декабря 1804 года Испания объявила войну Великобритании. Результатом этой войны стала гибель испано-французского флота в Трафальгарском сражении 21 октября 1805 года и фактическое подчинение Испании Наполеону.
Опасаясь за свою дальнейшую судьбу, Годой начал тайные переговоры с противником и в октябре 1806 года призвал к войне против Франции. Вскоре, после ряда побед Наполеона и устрашённый разгромом Пруссии, Годой вновь переметнулся на сторону французов, и Испания формально осталась союзницей Франции. 27 октября 1807 года заключил с Францией договор в Фонтенбло о разделе Португалии между Францией и Испанией, а лично Годою была обещана южная часть Португалии для создания княжества.
Под предлогом войны с Португалией Наполеон ввёл войска в Испанию, намереваясь низложить Бурбонов. Секретно получая деньги от французского правительства, Годой допустил французские войска в важнейшие крепости страны. Тем не менее, Наполеон решил использовать народную ненависть к Годою, и французские газеты начали разжигать против последнего кампанию.
В ходе народного восстания, вспыхнувшего 17—18 марта 1808 года, Годою с большим трудом удалось бежать. Но Карл IV под давлением общественного мнения дал обещание предать Годоя суду и отдал приказ о его аресте. 19 марта тот был арестован и заключен в тюрьму. Его имущество было конфисковано. После вступления в Мадрид французских войск (23 марта 1808 года) Годой по приказу Наполеона был выслан во Францию, в Байонну, где содействовал отречению Карла IV.
После отречения Карла IV был освобожден французами и жил в Риме вместе с королевской семьей. В 1830 году переехал в Париж, где получал незначительную пенсию от французского двора. В 1847 году ему была возвращена часть имущества и титулов и разрешено вернуться в Испанию.

## Семейная жизнь
По настоянию королевы Годой женился в 1797 году на кузине короля — Марии-Терезе де Бурбон-и-Вильябрига (1779—1828), графине Чинчон. Единственная дочь Карлота Луиза де Годой-и-Бурбон (1800—1886) унаследовала многочисленные титулы и поместья родителей, передав их своему потомству от брака с итальянским аристократом Камилло Русполи. Бо́льшую часть жизни она провела в Риме.
Даже после вступления в брак Годой содержал многочисленных метресс, не прерывая вместе с тем отношений с Пепитой Тудо (1779—1869), «актёркой из Малаги», которая жила у него в доме, когда ей не было ещё и 17 лет. Пепита родила ему четырёх детей, из которых до зрелого возраста дожил только Мануэль де Годой-и-Тудо (1805—1871). Чтобы порадовать своего министра, король дал Пепите титул графини Кастильо-Фьель. Современные биографы Гойи предполагают, что именно она (а не герцогиня Альба, как считалось ранее) изображена на его картинах «Маха обнажённая» и «Маха одетая».